# Čou Ťien-žen
Čou Ťien-žen (čínsky pchin-jinem Zhōu Jiànrén, znaky 周建人; 12. listopadu 1888 — 29. července 1984) byl čínský biolog a politik. Hrál významnou roli v rozvoji biologie v Číně a, se svými bratry, v čínském intelektuálním životě 20. a 30. let. Od roku 1948 byl členem Komunistické strany Číny, od poloviny 40. let působil také v Čínském sdružení pro rozvoj demokracie a Čínské demokratické lize, po roce 1949 dvou z menších politických stran v Čínské lidové republice (ČLR). Po založení Čínské lidové republiky zastával vysoké pozice ve vládě Če-ťiangu (místopředseda vlády a v letech 1958–1967 guvernér) a v zákonodárných a poradních sborech ČLR jako člen stálého výboru (od 1954) a místopředseda stálého výboru Všečínského shromáždění lidových zástupců (1965–1980) a místopředseda celostátního výboru Čínského lidového politického poradního shromáždění (1978–1984). Působil ve vedení Čínské demokratické ligy a Čínského sdružení pro rozvoj demokracie, kterému v letech 1979–1984 i předsedal.

## Život
Čou Ťien-žen se narodil 12. listopadu 1888 v okrese Šao-sing v provincii Če-ťiang v rodině bohatého statkáře; jeho staršími bratry byli spisovatelé Lu Sün a Čou Cuo-žen. Obdržel kvalitní vzdělání, na rozdíl od svých bratrů se stal biologem, se specializací na biologii člověka. Od 20. let jako profesor přednášel na různých univerzitách (v Šanghaji, Ťi-nanu, An-chueji a dalších), hrál významnou úlohu v rozvoji biologie v Číně, podílel se na překladu Darwinova díla O původu druhů. Angažoval se i v hnutí za práva žen. Za druhé světové války žil v Šanghaji, v letech 1946–1947 odešel do Hongkongu, roku 1948 se přesunul na komunisty ovládané území a vstoupil do Komunistické strany Číny. 
Při založení Čínské lidové republiky na podzim 1949 se stal členem celostátního výboru Čínského lidového politického poradního shromáždění a působil v úřadech ČLR: v letech 1949–1954 pracoval jako zástupce ředitele Úřadu pro tisk a publikace při ústřední lidové vládě a současně jako místopředseda lidové vlády Če-ťiangu. Roku 1954 byl zvolen poslancem a členem stálého výboru Všečínského shromáždění lidových zástupců (znovuzvolen roku 1959 a 1964), současně se stal členem stálého výboru celostátního výboru Čínského lidového politického poradního shromáždění. V nové vládě byl v letech 1954–1958 náměstkem ministra vysokého školství.
Kromě úředních funkcí působil i v  Čínském sdružení pro rozvoj demokracie, kterého byl v letech 1955–1956 místopředsedou a v Čínské demokratické lize, v níž byl od roku 1956 členem stálého výboru ústředního výboru a od roku 1961 předsedou čeťiangské organizace. Začátkem roku 1958 byl zvolen guvernérem Če-ťiangu, úřad vykonával do kulturní revoluce; téhož roku 1958 se stal vedoucím changčouské pobočky Čínské akademie věd.
Začátkem roku 1965 byl zvolen místopředsedou stálého výboru Všečínského shromáždění lidových zástupců (znovuzvolen roku 1975 a 1978, rezignoval v září 1980 během širší obměny vedení parlamentu a vlády). Roku 1967 byl během kulturní revoluce nucen se vzdát vedení čeťiangské vlády, ale koncem roku 1967 se vrátil do veřejného života a v provinčním revolučním výboru zřízeném v březnu 1968 zaujal pozici jednoho z místopředsedů; tuto funkci si podržel do roku 1975.  Na IX. sjezdu KS Číny v dubnu 1969 byl zvolen členem ústředního výboru (znovuzvolen na následujících sjezdech roku 1973 a 1977, ve funkci do roku 1982). V únoru 1978 byl také zvolen místopředsedou celostátního výboru Čínského lidového politického poradního shromáždění (znovuzvolen roku 1983). V lednu 1979 byl zvolen úřadujícím a v říjnu téhož roku řádným předsedou Čínského sdružení pro rozvoj demokracie.
Zemřel v Pekingu 29. července 1984.